# تروس

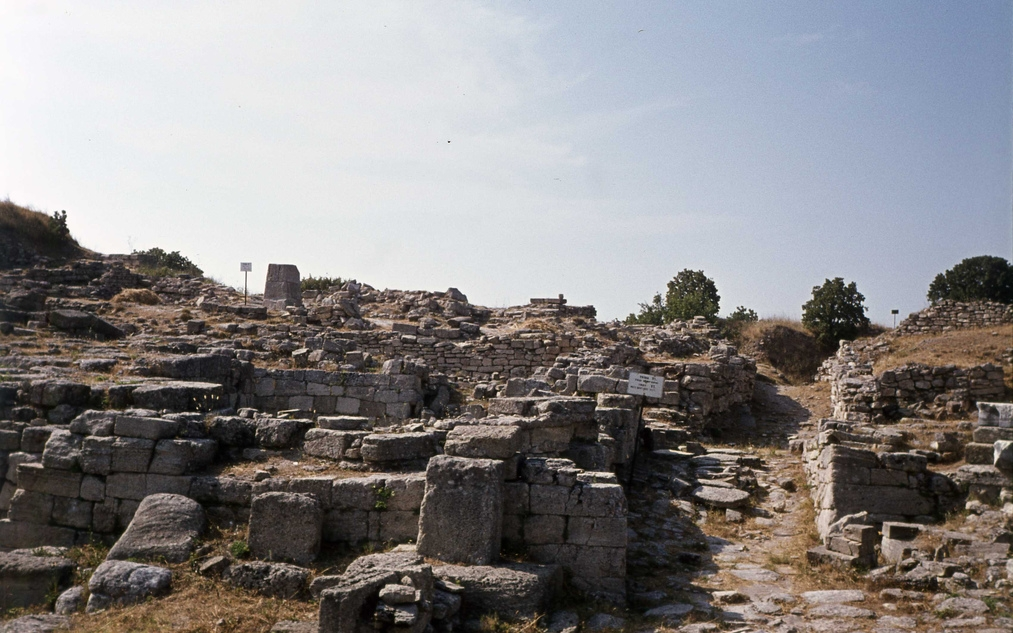
تروس بنیانگذار تروا

تروس (به انگلیسی: Tros) در اسطوره‌های یونان، پادشاه و بنیان‌گذار تروا بود.
پسر اریختونیوس و آستوئوخه بود. با کالیرهوئه ازدواج کرد و صاحب سه پسر به نام‌های ایلوس، آساراکوس و گانومده و یک دختر به کلئوپاترا شد.